# The House That Dripped Blood
The House That Dripped Blood é um filme de terror inglês, de 1970, dirigido por Peter Duffell e distribuído pela Amicus Productions. É estrelado por Christopher Lee, Peter Cushing, Nyree Dawn Porter, Denholm Elliott e Jon Pertwee. É uma reunião de quatro contos, todos escritos originalmente e, posteriormente, com roteiro de Robert Bloch, ligados pelo protagonista da associação de cada história com a construção de mesmo nome.

## Sinopse
Drama de horror em episódios, em produção da especialista Amicus, com roteiro do autor de Psicose, Robert Bloch, que já colaborara em outro filme similar, Torture Garden (1967). No prólogo, o inspetor Halloway investiga o desaparecimento de um ator de filmes de terror, Paul Henderson, e ouve do senhorio da casa quatro histórias sobre os antigos ocupantes.
Na primeira, Method for murder, o escritor de novelas pavor Charles Hillyer é perseguido por um estripador criado em seus livros. Na segunda, Waxworks, Philip Grayson e seu amigo Neville Rogers impressionam-se com uma figura de um museu de cera, modelada à imagem da mulher do dono do museu, que decapita os que por ela ficam fascinados. A terceira história, Sweets to the sweet, descreve como o viúvo John Reid, receando que a filha herde os poderes sobrenaturais da mulher, uma feiticeira, mantém a garota reclusa, com resultados trágicos. Na última história, The cloak, o ator Henderson, de tanto aperfeiçoar-se em filmes de terror, acaba convertendo-se sem querer num verdadeiro vampiro, sempre que usa uma capa comprada de um velho.

## Elenco
- Christopher Lee ... John Reid (segmento 3 Sweets to the Sweet)
- Peter Cushing ... Philip Grayson (segmento 2 Waxworks)
- Nyree Dawn Porter ... Ann Norton (segmento 3 Sweets to the Sweet)
- Denholm Elliott ... Charles Hillyer (segmento 1 Method for Murder)
- Jon Pertwee ... Paul Henderson (segmento 4 The Cloak)
- Joanna Dunham ... Alice Hillyer (segmento 1 Method for Murder)
- Joss Ackland ... Neville Rogers (segmento 2 Waxworks)
- John Bennett ... Detetive Inspetor Holloway
- Chloe Franks ... Jane Reid (segmento 3 Sweets to the Sweet)
- Tom Adams ... Dominick / Richard (segmento 1 Method for Murder)
- Ingrid Pitt ... Carla Lind (segmento 4 The Cloak)
- Geoffrey Bayldon ... Theo Von Hartmann (segmento 4 The Cloak)
- John Bryans ... A.J. Stoker
- Hugh Manning ... Mark (segmento 3 Sweets to the Sweet)
- Robert Lang ... Psiquiatra - Andrews (segmento 1 Method for Murder)

## Recepção da crítica
A crítica do filme pela All Movie foi positiva, chamando-o de "um exemplo sólido da antologia de terror Amicus. Já o Guia de Cinema de Halliwell o descreveu como "bem feito e no geral agradável, apesar do pouco nível de originalidade na escrita.